# جاك غريمونبون
جاك غريمونبون (بالفرنسية: Jacques Grimonpon)‏ (30 يوليو 1925 في توركوينغ) لاعب كرة قدم فرنسي معتزل كان يجيد اللعب في خط الدفاع .
تم استدعاء غريمونبون إلى تشكيلة منتخب فرنسا للمشاركة في بطولة كأس العالم لكرة القدم 1954 التي أقيمت في سويسرا ولكنه لم يلعب أي مباراة .

## روابط خارجية
- جاك غريمونبون على موقع الاتحاد الدولي (مؤرشف)  (الإنجليزية)
- جاك غريمونبون على موقع قاعدة بيانات كرة القدم.إي يو (الإنجليزية)
- جاك غريمونبون على موقع Soccerway.com (الإنجليزية)
- جاك غريمونبون على موقع عالم كرة القدم.نت (الإنجليزية)